# Осмаев, Аббаз Догиевич
Абба́з Доги́евич Осма́ев (род. 21 августа 1960, Старые Атаги, Чечено-Ингушская АССР) — российский историк, специалист по проблемам новейшей истории Чеченской Республики. Доктор исторических наук (2010), профессор, профессор Чеченского государственного университета имени А. А. Кадырова. Заместитель директора по науке Комплексного научно-исследовательского института РАН.

## Биография
Родился 21 августа 1960 года в селе Старые Атаги Чечено-Ингушской АССР. В 1977 году окончил среднюю школу № 2 в Старых Атагах. Выпускник (с отличием) исторического факультета Чечено-Ингушского государственного университета имени Л. Н. Толстого 1982 года. В 1982—1984 годах проходил службу в армии. После окончания службы до 1993 года находился на комсомольской работе.
С 1993 года — сотрудник исторического факультета Чеченского государственного университета, профессор кафедры «История древнего мира и средних веков», преподаватель истории Средних веков стран Западной Европы.
В 2000 году в Институте истории, археологии и этнографии Дагестанского научного центра РАН под научным руководством доктора исторических наук, профессора Ш. А. Гапурова защитил диссертацию на соискание учёной степени кандидата исторических наук по теме «Северный Кавказ и Османская империя в первой четверти XVIII в.» (специальность 07.00.02 — отечественная история). В июне 2010 году там же защитил диссертацию на соискание учёной степени доктора исторических наук по теме «Общественно-политическая жизнь и повседневная жизнь Чеченской Республики в 1996—2005 гг.» (специальность 07.00.02 — отечественная история); научный консультант — доктор исторических наук, профессор Ш. А. Гапуров; официальные оппоненты — доктор исторических наук, профессор Г. А. Искендеров, доктор исторических наук, профессор М. М. Ибрагимов и доктор исторических наук, профессор И. Г. Косиков; ведущая организация — Кабардино-Балкарский ордена «Знак Почёта» Институт гуманитарных исследований Правительства КБР И УРАН КБНЦ РАН.
С 2003 года — учёный секретарь, а с 2011 года — заместитель директора по науке Комплексного научно-исследовательского института РАН, главный научный сотрудник Академии наук Чеченской Республики.
С 2003 года по настоящее время им опубликованы более 80 работ по проблеме новейшей истории Чеченской Республики. Один из соавторов двухтомной «Истории Чечни с древнейших времен до наших дней». Участник ряда международных и всероссийских научных конференций по истории.

## Награды
- Заслуженный деятель науки Чеченской Республики (5 июня 2017) — за заслуги в научно-исследовательской и научно-организационной работе, воспитании и подготовке научных кадров Чеченской Республики

## Научные труды

### Монографии
- Осмаев А. Д. Чечня в 1999—2002 гг.: хроника войны. — Грозный, 2005. — 210 с.
- Осмаев А. Д. Чеченская республика в 1996—2006 гг.: хроника, документы, исследования. — Нальчик, 2008. — 633 с.
- Осмаев А. Д. Чеченская Республика в 1996—2005 гг. Общественно-политическая и повседневная жизнь в условиях войны и мира. — Саарбрюкен: LAP LAMBERT Academic Publishing, 2012.
- Осмаев А. Д. Чеченская Республика в 1996—2005 гг.: трудный путь к миру. — Грозный, 2014.
- Ибрагимов М. М., Гакаев Д. Ж. Хасбулатов А. И. и др. История Чечни с древнейших времён до наших дней / рук. Ибрагимов М. М.. — Грозный: ГУП «Книжное издательство», 2006. — Т. 1. — 3000 экз. — ISBN 5988960200.
- Ибрагимов М. М., Гакаев Д. Ж. Хасбулатов А. И. и др. История Чечни с древнейших времён до наших дней / рук. Ибрагимов М. М.. — Грозный: ГУП «Книжное издательство», 2008. — Т. 2. — 832 с. — 3000 экз. — ISBN 978-5-98896-101-7.

### Статьи
- Осмаев А. Д. Общественно-политическая ситуация в Чеченской Республике в 1996-1999 гг. // Известия Алтайского государственного университета : журнал. — Барнаул, 2008. — С. 197—202.
- Осмаев А. Д. Роль религиозного фактора в чеченском кризисе конца ХХ-начала XXI вв. // Научные ведомости Белгородского государственного университета : журнал. — Белгород, 2008. — № 5 (45). — С. 136—140.
- Осмаев А. Д. Процесс формирования органов государственной власти Чеченской Республики в 1999-2006 гг. // Вестник Челябинского государственного университета : журнал. — Челябинск, 2009. — № 6 (144). — С. 109—114.
- Осмаев А. Д. О политическом процессе в Чеченской Республике в 2003-2004 гг. // Известия высших учебных заведений. Северо-Кавказский регион. Общественные науки : журнал. — Ростов н/Д., 2009. — № 2. — С. 60—64.
- Осмаев А. Д. Повседневная жизнь жителей Чеченской Республики в 1990 - 1996 гг. // Известия высших учебных заведений. Северо-Кавказский регион. Общественные науки : журнал. — Ростов н/Д., 2009. — № 3А. — С. 123—126.
- Алиев А. Ш., Осмаев А. Д. Проблемы обеспечения безопасности жителей Чеченской Республики // Известия высших учебных заведений. Северо-Кавказский регион. Общественные науки : журнал. — Ростов н/Д., 2009. — № 3А. — С. 109—112.
- Осмаев А. Д. Чеченская Республика в 1999-2000 гг.: война и политика // Новый исторический вестник : журнал. — М., 2009. — № 2 (20). — С. 45—57.
- Осмаев А. Д. Грозный в 1999-2008 гг.: война и повседневная жизнь горожан // Вестник Российского государственного гуманитарного университета. Серия «Исторические науки. История России». : журнал. — М., 2009. — № 17. — С. 167—181.